# Берзаунская волость
Бе́рзаунская во́лость (латыш. Bērzaunes pagasts; до 1938 также Берзонская волость) — одна из двадцати двух территориальных единиц Мадонского края Латвии. Административным центром волости является село Саулескалнс.

## География
Территория волости занимает 11 731,1 га, располагаясь на Вестиенском всхолмлении Видземской возвышенности. В северо-восточной части волости находится высшая точка Латвии — гора Гайзинькалнс.
Озёра: Виркстенис и другие.

## История
Берзонская волость была образована в 1860-е годы в составе Венденского уезда. С конца XIX века появляется современное название, окончательно вытеснившее первоначальный вариант к 1938 году. В 1925 году волость была передана в новообразованный Мадонский уезд. В 1935 году площадь волости равнялась 96 км², а население составляло 1262 человека (588 мужчин и 674 женщины).
С введением советского административно-территориального деления, в 1945 году территория волости была разделена на Берзаунский и Бокский сельсоветы. В 1949 году волость ликвидировали; Берзаунский сельсовет вошёл в состав Мадонского района. В последующем границы сельсовета многократно изменялись, а в 1990 году он был вновь переименован в волость. В 2009 году, при расформировании Мадонского района, Берзаунская волость вошла в Мадонский край.